# Periculum in mora
Periculum in mora (lê-se: perículum in móra), significa Perigo da demora. É o risco de decisão tardia, perigo em razão da demora. Expressa que o pedido deve ser julgado procedente com urgência ou imediatamente suspenso o efeito de determinado ato ou decisão, para evitar dano grave e de difícil reparação.
É pressuposto essencial para a procedência de ações cautelares ou medidas cautelares, juntamente com o fumus boni juris. 
Liminar é toda e qualquer decisão tomada in limine litis (no início da lide). A liminar pode ter natureza de tutela cautelar ou tutela antecipada, conforme o caso. Portanto, é de suma importância a observação do pressuposto do real perigo da demora para que se tenha o deferimento do pedido de liminar. Caso contrário pode-se provocar a interrupção desnecessária do andamento processual. Observa-se este instituto quando se pede uma tutela antecipada, por exemplo.